# JHL (ロシア)
ジュニア・ホッケー・リーグ(JHL) (ロシア語: Молодежная Хоккейная Лига (МХЛ), tr. Molodezhnaya Hokkeinaya Liga、ロシア語読みはMHL(エムハーエル）)とは、20歳以下の選手がプレーする主にロシアのクラブが中心のアイスホッケーリーグである。　2009年3月、KHLのクラブ20チームとロシアアイスホッケー連盟によって創設された。　多くのクラブはトップリーグであるKHLおよびマイナーリーグであるSHLのユースチームとして機能している。
選手層は17歳から20歳のロシア、ベラルーシ、カザフスタンおよびラトビアのプレイヤーで構成されている。JHLの主な目的は20歳以下のアイスホッケーの普及と発展、競技レベルの向上であり、そのためにロシアアイスホッケー連盟の合意に従って選手権を開催する権限を持つ。
JHLには2部に相当するJHL-Bがあり、JHL-Bでは27のクラブがプレーしている。

## 沿革

### 2009/2010シーズン
2009年3月26日、KHLのクラブとロシアアイスホッケー連盟およびKHL幹部の合同会議により、20歳以下のアイスホッケークラブのリーグを創設することが決定した。　2009-2010年のシーズンは22チームが参加した。

### 2010/2011シーズン
2009-2010年のシーズンにリーグに参加していたクリリヤ・ソヴェトフはマイナーリーグのクリリヤ・ソヴェトフとは別のチームであったが、2010年の夏に2つのクラブが合併し、シニアのクラブはマイナーリーグに、20歳以下のクラブはJHLに参加した。
2009-2010年のシーズンにJHLに参加していたのはHCディナモ・モスクワと提携したディナモ・ユースおよび、HC MVDと提携したシェリフだった。2010年にディナモとMVDが合併し、合併した両クラブのユースチームはシェリフと改名して拠点をトヴェリに移した。
シーズン開幕前にJHLには新しいクラブが参加。　新たに参加したのはミンスキエ・ズーブル(ベラルーシ）、HCリガ（ラトビア）、ユーノスチ（ベラルーシ）、ガゾビク（チュメニ）、ベーリエ・ティグリ（オレンブルク）、オリンピア（キロヴォーチェペツク）、セレブリャニエ・リヴィ（サンクトペテルブルク）の7チームだった。　このためJHLは国際色豊かになった。また、7月にフェニックスがヒミクと改称した。

### 2011/2012シーズン
6月27日、下部リーグのJHL-Bを創設することが決定。　　JHLには新たにスロバキアのクラブ「タトランスキエ・ヴォルキ」が加わった。

### 2012/2013シーズン
2012年4月27日、チェコのクラブ「エネルギヤ」が加入。
同年6月27日、ハンガリーのクラブ「パトリオット」が加入。8月1日、パトリオットは正式にJHLに承認された。
このシーズンはタトランスキエ・ヴォルキが不参加だった。

### 2013/2014シーズン
2013年6月19日、新たに7チームがJHLに加入した。　加入したのはマラダヤ・グヴァルディヤ（ドネツク、ウクライナ）、ディナモ（サンクトペテルブルク）、ゴルニャク（ウチャリ）、レッドブル（ザルツブルク、オーストリア）、ベルクーティ・クバン（クラスノダール）、エルタ（リペツク）およびベルゴロドのクラブである。
9月23日、財政難によりパトリオットがリーグから脱退することとなった。

### 2014/2015シーズン
2014年4月9日、サハリンスキエ・アクーリ（ユジノ・サハリンスク）のリーグ加入申請が明らかとなった。　5月25日、JHLの会議において新たに9チームの加入が同意を得た。　その9チームはロストフ（ロストフ・ナ・ドヌー）、ヴァリャーギ（レニングラード州）、サハリンスキエ・アクーリ（ユジノサハリンスク）、ブリャンスク、VVS(サマラ）、ホッケープラス（モジャイスク）、セーヴェルニエ・ハスキー（ムルマンスク）、ジャカルス（ポーランド）およびアイスベレン（ドイツ）である。
6月18日、JHLは東部ウクライナの政情不安定によりドネツクのマラダヤ・グヴァルディヤが2014-2015シーズンを欠場すると発表した。
7月10日、バルス(カザン）がマイナーリーグのSHLへの加入を発表。 もうひとつの新しいチームがベルクーティ・クバン（クラスノダール）だった。　2014年7月14日、JHLにカザンのイルビスが新規参入。　SHLに加入したバルスに入れ替わる形での参加となった。

## アリーナ
JHLの1部リーグでは33のアイスアリーナがある。　最も収容力があるのはオムスクのアリーナ・オムスクである。18チームがKHL所属クラブのホームアリーナで競技をしており、1チームはベラルーシ・エクストラリーグのアリーナで、6チームは個別のアリーナで、2チームはSHL所属クラブのアリーナで、6チームは個別のスポーツパレスで競技を行っている。

## 形式
2014-2015年のシーズンにクラブは2つのコンファレンスに分けられた。　西部コンファレンスが20チーム、東部コンファレンスが19チームに分けられた。　それぞれのコンファレンスはさらに2つずつのディビジョンに分かれている。　したがって、北西ディビジョン、中央ディビジョンおよび沿ボルガディビジョンは10チーム、ウラル・シベリアディビジョンは9チームの編成となった。　
各チームは同じディビジョンのチームとは4試合ずつ（ホームで2試合、アウェーで2試合）対戦し、自分と同じコンファレンスで異なるディビジョンのチームとは2試合ずつ（ホームで1試合、アウェーで1試合）対戦する。　したがって北西および中央ディビジョンのチームは定期試合で56試合を行うが、沿ボルガディビジョンのチームは54試合、ウラル・シベリアディビジョンのチームは52試合を行う。
プレーオフに進むことができたのは各ディビジョンの上位8チームである。　プレーオフでは先に3勝を挙げた方が勝者となるため、少なくとも3試合、最大5試合を行う。準々決勝まではプレーオフを同一コンファレンス内で行い、その際各ディビジョン1位のチームは自動的にコンファレンス全体の1位と2位になる。3位から16位のチームは定期試合の勝ち点順に順位を決める。　準決勝からは西部と東部のチームは異なるコンファレンスのチームと対戦する。　プレーオフの勝者にはハルラーモフ・カップが授与される。
2015-2016年のシーズンは北西ディビジョン8チーム、中央ディビジョン7チーム、沿ボルガディビジョン8チーム、ウラル・シベリアディビジョン8チームの合計31チームで開幕した。  プレーオフに進出できるのは各コンファレンスの上位8チームとなっている。

## 2015/2016所属クラブ
| ジュニア・ホッケー・リーグ(JHL) |                                  |                        |                                       |                                         |         |
| 西部コンファレンス              |                                  |                        |                                       |                                         |         |
| ディビジョン                    | クラブ                           | 本拠地                 | アリーナ                              | 提携クラブ                              | JHL加入 |
| 北西                            | JHCアルマス                      | チェレポヴェツ         | チェレポヴェツ・アイスパレス          | セーヴェルスタル・チェレポヴェツ(KHL)   | 2009    |
| 北西                            | アトランティ                     | ムイティシ、モスクワ州 | アリーナ・ムイティシ                  | アトラント・モスクワ州(KHL)             | 2009    |
| 北西                            | HCディナモ・サンクトペテルブルク | サンクトペテルブルク   | ユビレイニースポーツパレス            | ディナモ・モスクワ                      | 2013    |
| 北西                            | ディナモ・ラウビチ               | ミンスク               | ミンスク・スポーツパレス              | HCディナモ・ミンスク(KHL)               | 2015    |
| 北西                            | HCロコ                           | ヤロスラブリ           | アリーナ2000                          | ロコモティフ・ヤロスラブリ(KHL)         | 2009    |
| 北西                            | SKA-1946                         | サンクトペテルブルク   | Yubileyny                             | SKAサンクトペテルブルク(KHL)            | 2009    |
| 北西                            | SKA-セレブリャニエ・リヴィ       | サンクトペテルブルク   | スパルタク・アイスパレス              |                                         | 2010    |
| 北西                            | HCリガ                           | リガ                   | アリーナ・リガ                        | ディナモ・リガ(KHL)                     | 2010    |
| 中央                            | アムールスキエ・ティグリ         | ハバロフスク           | プラチナ・アリーナ                    | アムール(KHL)                           | 2010    |
| 中央                            | ベルクーティ・クバン             | クラスノダール         | クラスノダール・アイスパレス          | HCクバン・クラスノダール(SHL)           | 2013    |
| 中央                            | クラスナヤ・アルミヤ             | モスクワ               | CSKAアイスパレス                      | HC CSKAモスクワ(KHL)                    | 2009    |
| 中央                            | JHCスパルタク                    | モスクワ               | ソコリニキ・アリーナ                  | HCスパルタク・モスクワ(KHL)             | 2009    |
| 中央                            | ルスキー・ヴィチャジ             | ポドルスク             | ヴィチャズ・アイスパレス              | ヴィチャズ・チェーホフ(KHL)             | 2009    |
| 中央                            | サハリンスキー・アクーリ         | ユジノサハリンスク     | Arena City                            |                                         | 2014    |
| 中央                            | ロシアU18                        | ヒムキ                 | ノヴォゴルスク                        |                                         | 2015    |
| 中央                            | HC MVD                           | バラシハ               | バラシハ・アリーナ                    | HCディナモ・モスクワ                    | 2009    |
| 東部コンファレンス              |                                  |                        |                                       |                                         |         |
| ディビジョン                    | クラブ                           | 本拠地                 | アリーナ                              | 提携クラブ                              | JHL加入 |
| 沿ボルガ                        | イルビス                         | カザン                 | タトネフチ・アリーナ                  | アクバルス・カザン（KHL)                | 2011    |
| 沿ボルガ                        | ラディヤ                         | トリヤッティ           | ヴォルガール・スポーツパレス          | HCラーダ・トリヤッティ'(KHL)            | 2013    |
| 沿ボルガ                        | オリンピア                       | キロヴォーチェレペツク | オリンプ・アリーナ                    |                                         | 2013    |
| 沿ボルガ                        | MHC レアクトル                   | ニジネカムスク         | ネフチェヒミク・アイスパレス          | HCネフチェヒミク・ニジネカムスク（KHL)  | 2009    |
| 沿ボルガ                        | サルマティ                       | オレンブルク           | ズビョーズニー・アイスパレス          | ユージニー・ウラル(SHL)                 | 2015    |
| 沿ボルガ                        | スターリニエ・リースィ           | マグニトゴルスク       | アリーナ・メタルルグ                  | メタルルグ・マグニトゴルスク（KHL)      | 2009    |
| 沿ボルガ                        | トルパル                         | ウファ                 | ウファ・アリーナ                      | サラワト・ユラーエフ ウファ(KHL)        | 2009    |
| 沿ボルガ                        | チャイカ                         | ニージニー・ノブゴロド | コノワレンコ・スポーツパレス          | トルペード・ニージニーノブゴロド(KHL)   | 2009    |
| ウラル・シベリア                | MHCアフト                        | エカテリンブルク       | スポーツパレス ウラレツ               | アフトモビリスト・エカテリンブルク(KHL) | 2009    |
| ウラル・シベリア                | ベーリエ・メドベージ             | チェリャビンスク       | トラクトル・アイスアリーナ            | トラクトル・チェリャビンスク（KHL)      | 2009    |
| ウラル・シベリア                | クズネツキエ・メドベージ         | ノヴォクズネツク       | クズネツク・メタルルグ スポーツパレス | メタルルグ・ノヴォクズネツク（KHL)      | 2009    |
| ウラル・シベリア                | マーモンティ・ユグリ             | ハンティ・マンシースク | アリーナ・ユグラ                      | ユグラ・ハンティマンシースク（KHL)      | 2011    |
| ウラル・シベリア                | オムスキエ・ヤストレビ           | オムスク               | アリーナ・オムスク                    | アヴァンギャルド・オムスク（KHL)        | 2009    |
| ウラル・シベリア                | シビルスキエ・スナイペリィ       | ノヴォシビルスク       | アイスアリーナ・シビル                | HCシビル・ノヴォシビルスク（KHL)        | 2009    |
| ウラル・シベリア                | スネージニエ・バルスィ           | アスタナ               | スポーツパレス・カザフスタン          | バリス・アスタナ（KHL)                  | 2011    |
| ウラル・シベリア                | チュメンスキー・レギオン         | チュメニ               | スポーツパレス・チュメニ              | ルビン・チュメニ（SHL)                  | 2010    |

### 歴代受賞チーム
| シーズン | ハルラーモフ・カップ獲得       | ハルラーモフ・カップ準優勝     | 東部コンファレンス優勝                       | 西部コンファレンス優勝                     |
| -------- | ------------------------------ | ------------------------------ | -------------------------------------------- | ------------------------------------------ |
| 2009/10  | スターリヌエ・リースィ         | クズネツキエ・メドヴェージ     | スターリニエ・リースィ(54 試合, 135ポイント) | クリリヤ・ソヴェトフ (66試合, 119ポイント) |
| 2010/11  | クラスナヤ・アルミヤ           | スターリニエ・リースィ         | トルパル・ウファ (53試合, 121ポイント)       | MHCヒミク(56試合 107ポイント)              |
| 2011/12  | オムスキエ・ヤストレビ         | クラスナヤ・アルミヤ           | オムスキエ・ヤストレビ (60試合, 114ポイント) | アルマス (60試合, 128ポイント)             |
| 2012/13  | オムスキエ・ヤストレビ         | MHC スパルタク                 | オムスキエ・ヤストレビ (61試合, 151ポイント) | アトランティ (64試合, 135ポイント)         |
| 2013/14  | MHCスパルタク                  | クラスナヤ・アルミヤ           | MHCバルス (56試合, 135 ポイント)             | MHCロコ (56試合, 136ポイント)              |
| 2014/15  | チャイカ・ニージニーノブゴロド | SKA-1946                       | ベーリエ・メドベージ (54試合, 124ポイント)   | MHCロコ(56試合, 122ポイント)               |
| 2015/16  | MHCロコ                        | チャイカ・ニージニーノブゴロド | オムスキエ・ヤストレビ (44試合, 93ポイント)  | MHCロコ(42試合, 92ポイント)                |